# Ucho igielne
Ucho igielne – otwór w igle, umieszczony na jednym z jej końców, służący do przewlekania przezeń nici; otwór ma zwykle kształt owalny. Ucho igielne weszło do metafor jeszcze w starożytności jako skrajna hiperbola, wyrażało rzecz niemożliwą do wykonania.

## Judaizm
Talmud babiloński odnosi ucho igielne do niewyrażalnych idei. Aby wyjaśnić, że sny ujawniają myśli ukryte w sercu człowieka i są produktem rozumu, rabini mówią:
„Nie pokazują człowiekowi palmy ze złota, ani słonia przechodzącego przez ucho igielne” (Berakhot 55b).
Podobne zastosowanie ucha igielnego znajdujemy w innym traktacie talmudycznym Baba Mezi'a 38b.
Midrasz do Pieśni nad pieśniami używa tego wyrażenia dla zobrazowania Bożej chęci oraz możliwości zbawienia grzesznika.
„Święty powiedział, otwórz dla mnie drzwi tak wielkie jak ucho igielne a Ja otworzę dla ciebie drzwi, przez które mogą przejść namioty i [wielbłądy?]” (Midrasz, Pieśń nad pieśniami, 5,3.).
Midrasz do Księgi Rodzaju wyjaśnia, że ucho igielne nie jest zbyt wąskie dla dwóch przyjaciół, jednak świat nie jest zbyt szeroki dla dwóch wrogów (Midrasz, Księga Rodzaju 1.3).

## Nowy Testament

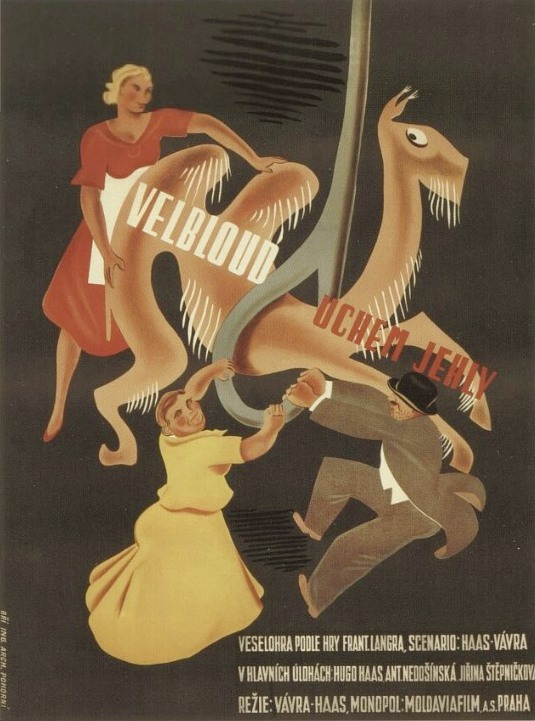
Czeski film "Velbloud uchem jehly" (1936)

Jezus Chrystus po rozmowie z bogatym młodzieńcem, który pytał, co ma zrobić, by osiągnąć życie wieczne, powiedział do uczniów:
„Łatwiej jest wielbłądowi przejść przez ucho igielne, niż bogatemu wejść do królestwa niebieskiego” (Mt 19,24; por. Łk 18,25).
Cyryl Aleksandryjski twierdził, że Jezus miał na myśli linę, nie wielbłąda, ponieważ oba te wyrazy mogą być mylone ze względu na itacyzm (κάμηλος kamêlos wielbłąd, κάμιλος kamilos lina). Proces itacyzmu polegający na zamianie „ety” przez „iotę” zaczął zachodzić w języku greckim dopiero po roku 200, jednak Rozienkow dostarczył dla tego wyjaśnienia dodatkowego wsparcia, zauważył, że aramejskie słowo gamla może oznaczać zarówno wielbłąda, jak i linę (wykonaną z sierści wielbłądziej).
Próbowano czasem dowodzić, że Jezus nie mógł zastosować tak skrajnego porównania, więc podejmowano wysiłki dla dowodzenia, że Jezus miał na myśli ciasną i niską bramę w murach Jerozolimy, przez którą z trudem przedostawały się wielbłądy. Interpretacja ta istnieje co najmniej od XV wieku, brak jednak dowodów na to, że brama o takiej nazwie istniała w czasach Jezusa.
Ze względu na analogie w judaizmie wśród badaczy dominuje pogląd, że Jezus miał na myśli ucho igielne i wielbłąda.
Wyrażenie ucho igielne w metaforycznym znaczeniu stosuje apokryf Nowego Testamentu Dzieje Piotra i Andrzeja (ww. 14–21).

## Koran
Wyrażenie zastosowane zostało w Koranie i odniesione do wejścia do nieba (Al-Araf 7,40).

## We współczesnej kulturze
Jedno z dzieł Leopolda Staffa nosi tytuł Ucho igielne (1927).
W 1936 roku powstała czeska komedia filmowa "Velbloud uchem jehly" (Wielbłąd przez ucho igielne) w reżyserii Hugona Haasa.
Ken Follett w 1978 roku opublikował powieść szpiegowską "Eye of the Needle" (Ucho igielne). Bohater powieści jest niemieckim szpiegiem, o kryptonimie "Die Nadel" (Igła), działającym w Wielkiej Brytanii podczas II wojny światowej. W 1979 książka została wyróżniona Nagrodą Edgara jako najlepsza powieść roku. W 1981 roku książka była ekranizowana w filmie o tym tytule, główną rolę zagrał Donald Sutherland.
Powieść Wiesława Myśliwskiego o tytule Ucho Igielne wydana przez Wydawnictwo Znak w 2018 roku.